# Camarès
Camarès (okzitanisch: Lo Pont de Camarés) ist ein Ort und eine südfranzösische Gemeinde mit 1.028 Einwohnern (Stand: 1. Januar 2022) im Département Aveyron in der Region Okzitanien (zuvor Midi-Pyrénées). Sie gehört zum Arrondissement Millau und zum Kanton Causses-Rougiers.

## Lage
Camarès liegt etwa 45 Kilometer ostsüdöstlich von Albi am Dourdou de Camarès im Südwesten der historischen Provinz Rouergue. Umgeben wird Camarès von den Nachbargemeinden Montlaur im Nordwesten und Norden, Gissac im Norden und Nordosten, Sylvanès im Osten, Fayet im Osten und Südosten, Brusque im Südosten, Peux-et-Couffouleux im Süden sowie Mounes-Prohencoux im Südwesten und Westen.

## Bevölkerungsentwicklung
| Jahr                       | 1962 | 1968 | 1975 | 1982 | 1990 | 1999 | 2006 | 2019 |
| Einwohner                  | 1288 | 1253 | 1212 | 1258 | 1127 | 1008 | 983  | 1028 |
| Quellen: Cassini und INSEE |      |      |      |      |      |      |      |      |

## Sehenswürdigkeiten
- Kirche Sainte-Croix aus dem Jahr 1869
- Kirche Saint-Michel aus dem Jahr 1825
- Kapelle Saint-Pierre in Issis
- alte Brücke aus dem 11. Jahrhundert

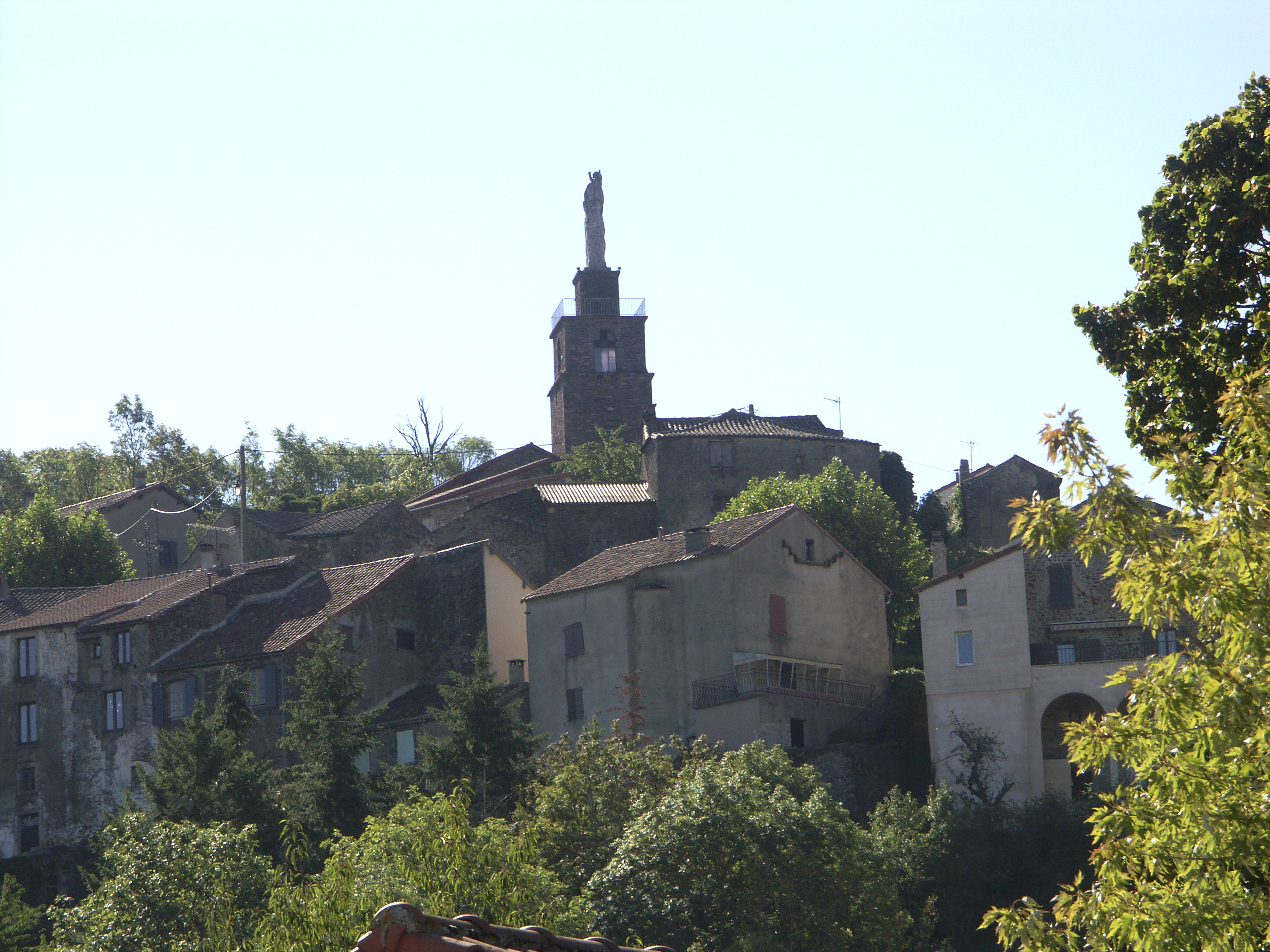
Kirche Sainte-Croix
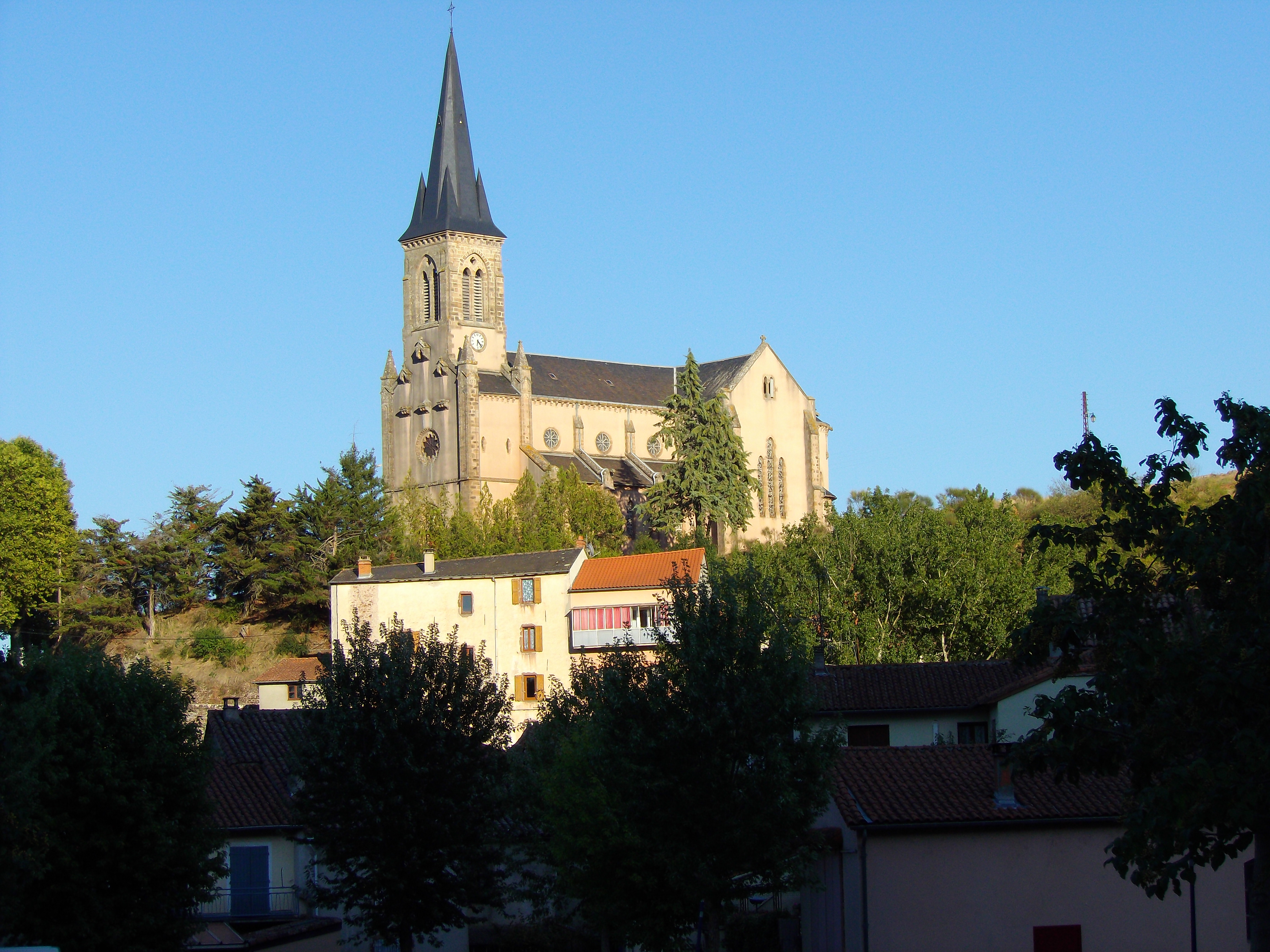
Kirche Saint-Michel
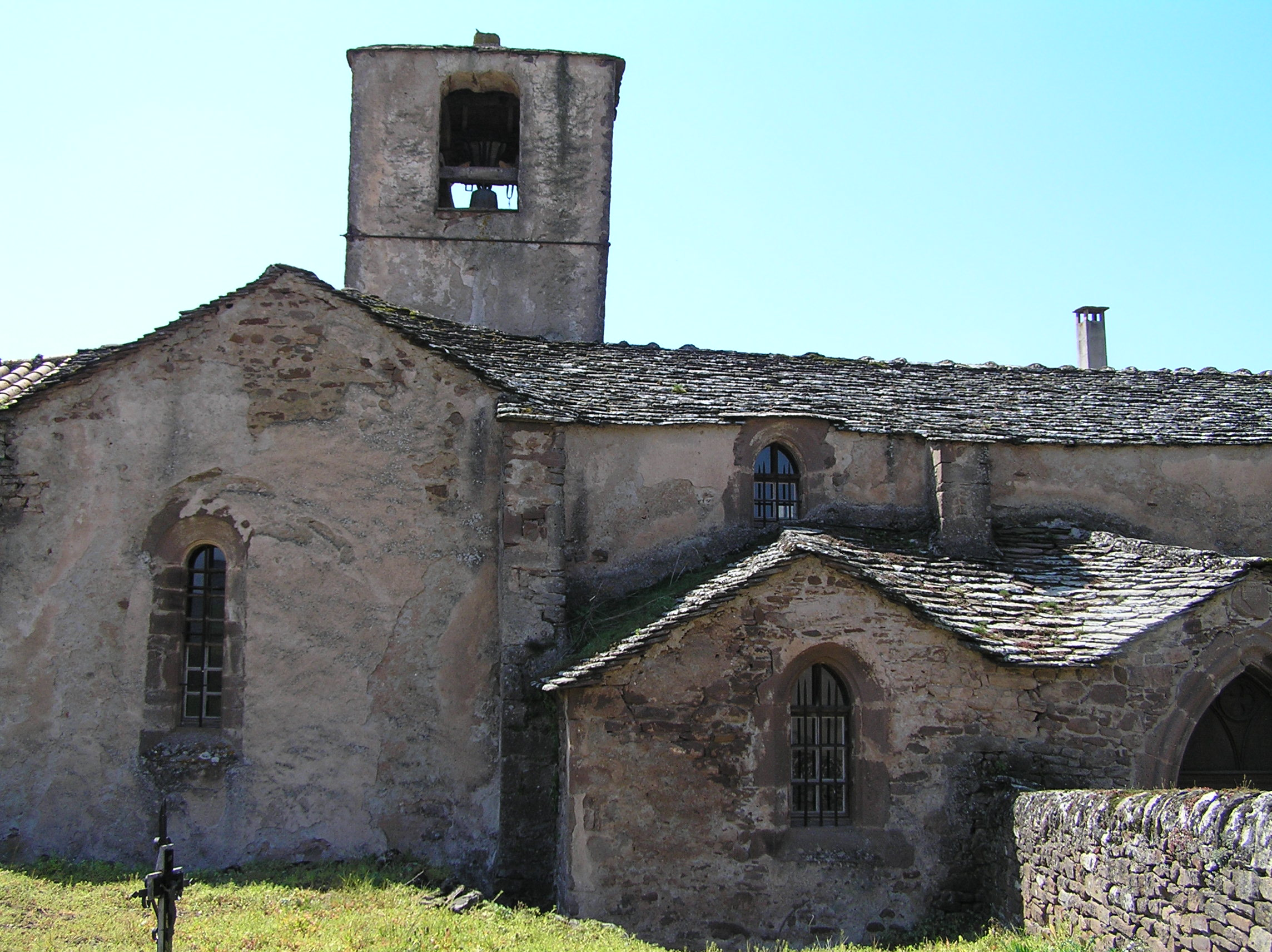
Kapelle Saint-Pierre
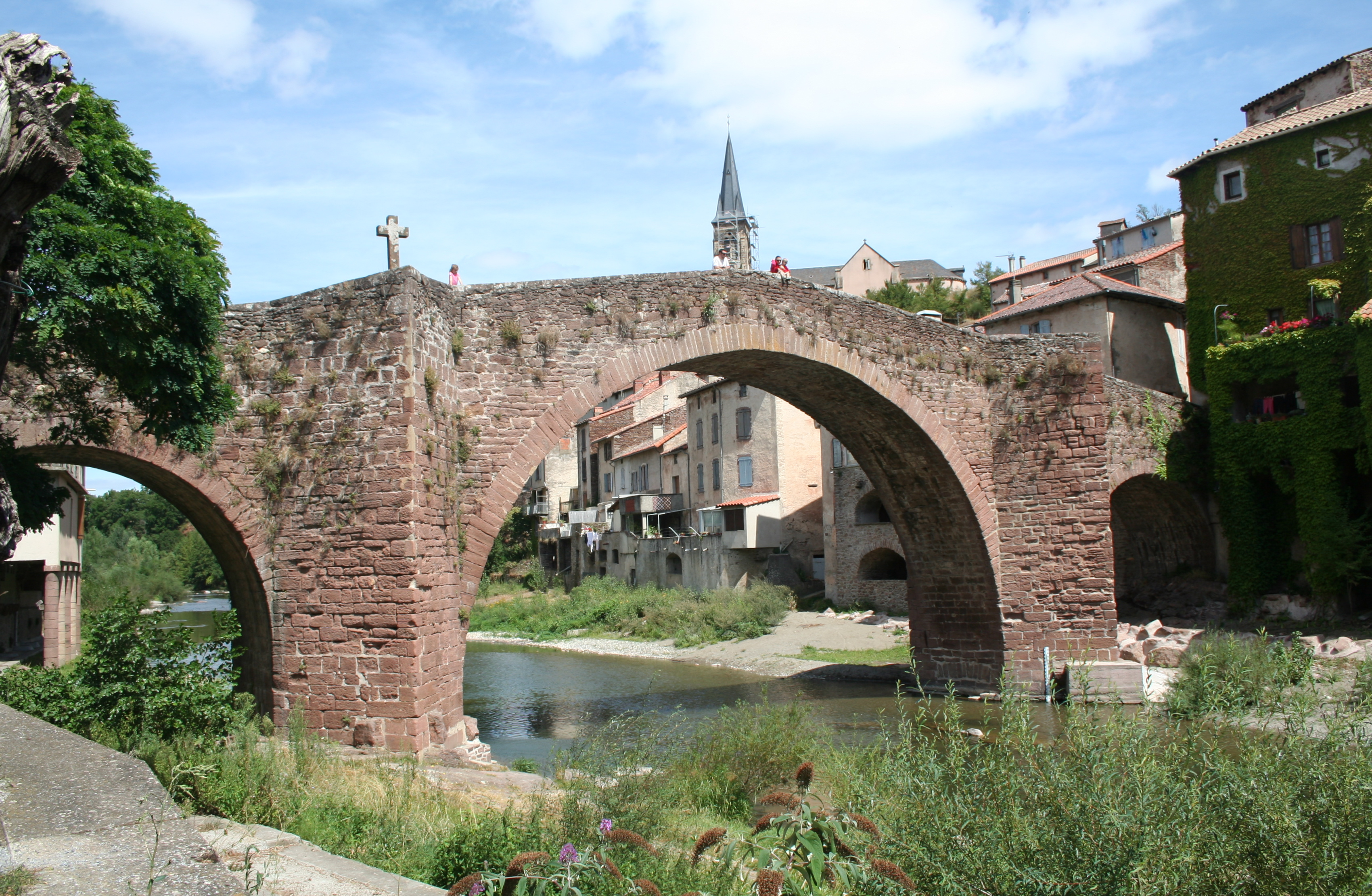
Alte Brücke

## Persönlichkeiten
- Yves Rouquette (1936–2015), Schriftsteller